# کاروی ویلند
کاروی ویلند (مجاری: Károly Wieland; ۱ مهٔ ۱۹۳۴ – ۳۰ مهٔ ۲۰۲۰) قایقران کانو اهل مجارستان بود.